# フチグロトゲエダシャク
フチグロトゲエダシャク（Nyssiodes lefuarius）はシャクガ科エダシャク亜科に属するフユシャクガ（冬尺蛾）の一種。

## 特徴
オスの触角が発達して櫛歯状となっている。開張の幅は約30mm。
メスは翅が完全に退化して飛行する能力を持たない。体長は約14mm、触角が糸状でオスとはかなり異なる外形である。

## 生態
成虫は早春の2月上旬〜4月上旬にかけて発生する。川敷や高原の草地などに分布し、昼間に活動する。
幼虫の食草はワレモコウ、クローバー、ヘビイチゴ、ハマエンドウなどの草本植物を含める。

## 分布
北海道から本州、四国、九州に分布する。日本以外にシベリア、中国、韓国などでも見られる。
実際に生息する地域が局地的に限られ、埼玉県、宮城県、新潟県、高知県などでは準絶滅危惧や絶滅危惧種と指定されている。